# Henri Collard
Henri Collard (Lieja, 23 de enero de 1912-Lieja, 23 de febrero de 1988) fue un deportista belga que compitió en ciclismo en la modalidad de pista. Ganó una medalla de bronce en el Campeonato Mundial de Ciclismo en Pista de 1936, en la prueba de velocidad individual.

## Medallero internacional
| Campeonato Mundial | Campeonato Mundial | Campeonato Mundial | Campeonato Mundial       |
| Año                | Lugar              | Medalla            | Competición              |
| ------------------ | ------------------ | ------------------ | ------------------------ |
| 1936               | Zúrich (Suiza)     | Medalla de bronce  | Velocidad individual (A) |